# Джон Слайдел
Джон Слайдел (англ. John Slidell; 1 січня 1793, Нью-Йорк, США — 20 липня 1871, острів Вайт) — американський, конфедеративний політик і дипломат. Очолював місію (листопад 1845 — березень 1846) в Мексику для дипломатичного врегулювання питань, пов'язаних з анексією Сполученими штатами Техасу, а також обговорити можливість приєднання до США Нью-Мексико (в тому числі і Аризони) і Верхньої Каліфорнії.
З 1853 по 1861 рік був членом Сенату США від штату Луїзіана.